# Мохаммад Реза Халатбарі (1983)
Мохаммад Реза Халатбарі (перс. محمدرضا خلعتبری, нар. 14 вересня 1983, Рамсар, Іран) — іранський футболіст, нападник клубу «Сайпа».
Виступав за національну збірну Ірану.

## Клубна кар'єра
У дорослому футболі дебютував 2003 року виступами за команду клубу «Шамушак», в якій провів один сезон, взявши участь у 14 матчах чемпіонату.
Протягом 2004—2006 років захищав кольори команди клубу «Абумослем».
Своєю грою за останню команду привернув увагу представників тренерського штабу клубу «Зоб Ахан», до складу якого приєднався 2006 року. Відіграв за команду з Ісфахана наступні п'ять сезонів своєї ігрової кар'єри. Більшість часу, проведеного у складі «Зоб Ахана», був основним гравцем атакувальної ланки команди.
Згодом з 2011 по 2017 рік грав у складі команд клубів «Аль-Гарафа», «Аль-Васл», «Сепахан», «Аджман», «Персеполіс», «Сепахан» та «Гостареш Фулад».
2017 року приєднався до клубу «Сайпа».

## Виступи за збірну
2008 року дебютував в офіційних матчах у складі національної збірної Ірану. Протягом кар'єри у національній команді, яка тривала 6 років, провів у формі головної команди країни 60 матчів, забивши 5 голів.
У складі збірної був учасником кубка Азії з футболу 2011 року у Катарі.

## Титули і досягнення
- Володар Кубка Ірану (2):

Зоб Ахан: 2008-09
Сепахан: 2012-13
- Чемпіон ОАЕ (1):

Аль-Айн: 2012-13
- Чемпіон Ірану (1):

Сепахан: 2014-15
- Володар Суперкубка Ірану (1):

Фулад: 2021
Збірні
- Переможець Чемпіонату Федерації футболу Західної Азії: 2008